# ハッピーくるくる
ハッピーくるくるは、日本の女性アイドルユニット。略称は「ハピくる」。所属事務所はくるくるレコード。

## テーマ・コンセプト
グループのコンセプトは「SF・近未来・インターネット」。EDMやFuture Bassなどのダンスミュージックをベースに日本的な和の要素を加えた個性的なサウンドと、カワイイポップスが融合された「次世代のカワイイポップサウンド」が特徴。SFのアニメ・フィクションの世界をテーマとしている。
- 楽曲はトラックメイカーであるYunomiが、イラストはイラストレーターのきあとが担当している。
- アイドル自体のビジュアルではなく、あえて季節や楽曲のテーマに合わせたキャラクターを前面に出しているのが特徴である。
- 楽曲は全てSoundCloud上に無料で公開されている。楽曲に対してのコメントのほとんどが海外のリスナーからである。
- グループとしての目標は「アラスカに行ってライブをすること」[1]であり、海外志向が強いグループである。

## メンバー
| 氏名   | 氏名                      | 生年月日（年齢）       | 血液型 | 出身地 | 備考 |
| ------ | ------------------------- | ---------------------- | ------ | ------ | --- |
| きのこ | 森 きのこ もり きのこ     | 2000年9月18日（24歳）  | O型    | 東京都 | オリジナルメンバー。2018年6月2日卒業 卒業後「椎名楓」に改名、2019年3月17日、「ハローニューランド」結成         |
| のの   | 永瀬 野々花 ながせ ののか | 2000年6月14日（24歳）  | B型    | 東京都 | オリジナルメンバー。2018年11月4日卒業 現スーパーベイビーズメンバー（河西野々花）                               |
| つきの | つきの                    | 2000年1月12日（25歳）  | O型    |        | 2018年7月7日加入。2018年12月13日卒業 卒業後ノルウェージャンフォレストガール「律子」として活動、2020/01/18 引退 |
| なるの | なるの                    | 2000年6月14日（24歳）  | A型    |        | 2018年7月7日加入。2018年12月13日卒業 卒業後「倉木ありさ」に改名、2019年3月17日「ハローニューランド」結成       |
| りのあ | りのあ                    | 2000年11月29日（24歳） | B型    | 東京都 | 2018年7月7日加入。2018年12月15日卒業                                                                           |

- オーディションを経て集まった候補生の中から選抜されて結成された。
- 永瀬野々花と森きのこの身長や年齢が同じなのは、意図的なものではなく偶然である。（メンバー2人の身長は約150cm)

## 略歴
- 2016年5月12日、渋谷MilkyWayにて初ライブ
- 2016年8月5・7日、TOKYO IDOL FESTIVAL 2016「TOKYO IDOL縁日」に出演
- 2016年12月、初の遠征で台湾でのアイドルイベントに出演
- 2017年3月、初の国内遠征で名古屋のアイドルイベントに出演
- 2017年5月7日、新宿clubSCIENCEにて一周年記念単独イベント「ハッピー感謝祭」を開催
- 2017年6月、所属事務所の株式会社KissBeeをプロデューサーと共に退所、「くるくるレコード」として独立
- 2017年7月7日、日本ハンドスピナー協会の公認アイドルに就任。以後、グループのロゴ入りオリジナルハンドスピナーを販売する等、ハンドスピナーの普及活動に努めることとなる[4]。
- 2017年8月、「夏の大改革」と称し、ライブから一旦離れ、パフォーマンスの方向性転換に取り組む[5]
- 2017年9月18日、「きのこ生誕ミステリーツアー」を伊豆大島にて行う。当人の森きのこが飛行機の欠航によって参加できないハプニングが発生
- 2017年10月1日、「12時間配信」を行う。朝からプロデューサーが寝坊するトラブルが発生[6]。スカイツリーにてフィナーレ
- 2017年10月21日、渋谷WOMBにてファーストワンマンライブを開催。
- 2017年12月31日、大晦日イベント「ハッピー感謝祭〜年末SP〜」を開催
- 2018年2月、米・[Attack The Music]より1st EP（ミニアルバム）「Happy Kuru Kuru」をデジタルリリース[7]
- 2018年3月18日、この日行われた定期イベント「AROUND THE ハピくる！vol.4」においてTwitterを活用したメンバー同士の対決企画を実施し、勝利したののにソロ曲が与えられることとなった。
- 2018年3月24日 - 5月26日、デジタルシングル「グッドモーニングトーキョー」リリースを記念して「AROUND THE ハピくる！ツアー」を行う[8]。初日のタイにおいてゲリラライブを敢行。その後、札幌、千葉、東京、名古屋、大阪、福岡と全国各地を周り、5月20日に渋谷WOMBのリリースツアーファイナル＆結成2周年記念イベント「ハッピー感謝祭」を開催。ゲストとして登場したMAXのNANA、MINAと共演。5月26日、沖縄で行われたアフターパーティーにてツアーは終了。
- 2018年5月20日、FUJIYAMA PROJECT JAPANから8月21日にシングルをリリースすることが発表された[9]。
- 2018年6月2日、森きのこの卒業を発表[10]。
- 2018年7月7日、「アイドル横丁夏まつり!!〜2018〜」（横浜赤レンガパーク）にて新加入の3人を加えた新体制初のライブを行う。これに伴い、所属事務所を株式会社OREに変更[11]。
- 2018年10月10日、株式会社OREと契約解除[12]。
- 2018年11月4日、ののがこの日行われる「#グッバイののちゃん」（渋谷WOMB LOUNGE）で卒業[13]。
- 2018年12月13日、つきの、なるのが連名で卒業を発表[14]。
- 2018年12月15日、グループ解散発表と同時にりのあ卒業

## AROUND THE ハピくる！ツアー
2018年3月15日に配信されたデジタルシングル「グッドモーニングトーキョー」のリリースツアーとして開催される。タイを皮切りに約2ヶ月掛けて日本全国6都市を周る初の全国ツアーとなった。
| 日付       | 開催地   | 会場                                  | 共演者 | 備考                                                                                   |
| ---------- | -------- | ------------------------------------- | --- | -------------------------------------------------------------------------------------- |
| 3月24日    | バンコク | OXA PUB                               | めいどりーみん ANiMALOiD Picaroon MEDI+CODE（以上タイ） ときめきJUMP（シンガポール） NIJI UNIVERS INC（ベトナム） ルミナスカーレット（インドネシア） | アジア5ヶ国の アイドルが出演するイベントに出演                                         |
| 3月31日    | 大阪     | CIRCUS Osaka                          | 単独ライブの為なし |                                                                                        |
| 4月1日     | 大阪     | 心斎橋VARON                           | WEAR ミライスカート POPUP |                                                                                        |
| 4月7日     | 東京     | 新宿Marz                              | クマリデパート Alloy KAMOがネギをしょってくるッ!!! KOTO tipToe.                                                                                      |                                                                                        |
| 4月8日     | 東京     | 夢の島マリーナ イーノの森 BBQ Station | なし | 番外編のオフ会としてバーベキューを開催                                                 |
| 4月8日     | 東京     | フットサルプラザBumB                  | なし | 番外編のオフ会として フットサル(通称：ののちゃんFC)を開催                              |
| 4月14日    | 千葉     | イオン幕張店 1F 野外ステージ 幕張WALK | ハラ塾DREAMMATE 昭和浪漫プロジェクト ミニスカポリス 安島菜々 SeedS Wi-Fi-5                                                                           | イオン幕張店において 定期的に開催されているイベント 「ガールズ・ウォークin幕張」に出演 |
| 4月21日    | 大阪     | アメリカ村 club JOULE                 | DEVIL NO ID KiWi Yackle Yunomi with きあと Native Rapper RHYMEBERRY フィロソフィーのダンス                                                           |                                                                                        |
| 4月28日    | 福岡     | Factory unvelashu                     | NOZOMI PIENA:TA 963 LUSTEDEN 空想モーメント うさぎのみみっく!! MilkShake VJ：PicoPicoHammer                                                          |                                                                                        |
| 5月5日     | 札幌     | DUCE SAPPORO                          | フルーティー 2代目HAPPY少女♪ MissCarat |                                                                                        |
| 5月12日    | 名古屋   | X-HALL ZEN（2部制）                   | 手羽先センセーション ココロモヨヲ P-Loco 綺星★フィオレナード                                                                                         |                                                                                        |
| 5月12日    | 名古屋   | X-HALL ZEN（2部制）                   | 単独ライブの為なし |                                                                                        |
| 5月20日    | 東京     | 渋谷WOMB                              | TORIENA YUC'e Hamrig DJ陽気なゴッドサマーズ です。ラビッツ KOTO Yackle brinq nuance RECOJO 963 KOTONOHOUSE End: Candye♡Syrup IRIS MONDE 武井麻里子   | AROUND THE ハピくる！ツアー FINAL ~DAY EVENT~ ととして開催                             |
| 5月20日    | 東京     | 渋谷WOMB                              | 単独ライブ（ゲストとしてMAXのNANA、MINAが出演） | リリースツアーファイナル&結成2周年記念イベント「ハッピー感謝祭」ととして開催           |
| 5月26-27日 | 沖縄     | 沖縄                                  | なし | アフターパーティーとしてナガンヌ島ツアー等を開催                                       |

## ディスコグラフィ

### シングル
| 発売日         | タイトル                            | 収録曲 | 備考                                                |
| -------------- | ----------------------------------- | --- | --------------------------------------------------- |
| 2016年10月10日 | 表題曲 パーフェクトトリッパー       | 1. パーフェクトトリッパー 2. 夏の日のラビリンス 3. パーフェクトトリッパー（えくぼのひみつRemix） 4. 夏の日のラビリンス（4sk Remix）                                                                                      | 完売                                                |
| 2016年10月10日 | タイトルチューン 天地想像           | 1. 天地想像 2. Starry Night 3. 天地想像(inst) 4. Starry Night(inst) | 完売                                                |
| 2017年7月28日  | スカイシューター/さよならクリケット | 1. スカイシューター 2. さよならクリケット 3. スカイシューター (inst) 4. さよならクリケット (inst) | 物販限定（タワーレコード一部店舗でも販売）          |
| 2018年3月14日  | 4種のハピくる!?                     | 1. たりらりらんでぶ〜（ハッピーくるくる × happy machine） 2. Hello! My Universe♡（ハッピーくるくる × yuigot） 3. なみだぐしゃしゃ（ハッピーくるくる × Tomggg） 4. くるくるゴーストパーティー（ハッピーくるくる × brinq） | HPKR-003 物販限定（タワーレコード一部店舗でも販売） |
| 2018年3月15日  | グッドモーニングトーキョー          | 1. グッドモーニングトーキョー 2. グリーングリーン | 配信限定                                            |
| 2018年8月21日  | ふたつのフューチャー                | 1. ふたつのフューチャー 2. グッドモーニングトーキョー 3. ふたつのフューチャー (instrumental) 4. グッドモーニングトーキョー (instrumental)                                                                                | FPJ-80001 ＜A盤＞                                   |
| 2018年8月21日  | ふたつのフューチャー                | 1. ふたつのフューチャー 2. グリーングリーン 3. ふたつのフューチャー (instrumental) 4. グリーングリーン (instrumental) | FPJ-80002 ＜B盤＞                                   |

### ミニアルバム・EP
| 発売日         | タイトル        | 収録曲 | 備考                                      |
| -------------- | --------------- | --- | ----------------------------------------- |
| 2017年9月13日  | Happy Kuru Kuru | 1. パーフェクトトリッパー 2. 夏の日のラビリンス 3. さよならクリケット 4. スカイシューター 5. くるくるファンタジー 6. マジカルガール 7. はんぶんこ花火 | HPKR-001（イラスト盤） HPKR-002（通常盤） |
| 2018年03月14日 | 4種のハピくる!? | 1. たりらりらんでぶ～ 2. Hello! My Universe 3. なみだぐしゃしゃ 4. くるくるゴーストパーティー                                                         | HPKR-003                                  |

### SoundCloud
※CD未収録分のみ
- 「スマホを使いたい時いつも3%」
- 「ハピチュア！(Overture)」
- 「ハッピー♡バレンタイン（Happy♡Valentine）」

### その他
※#グッバイののちゃんにて披露
- 「魔法のポップコーン」

## 主なライブ
- PUMP UP IDOL〜君の推は。〜（2016年12月10日、TUTU MOTO Jazz Cafe台湾）
- ギュウ農フェス春のSP 新木場コースト メインステージ（2017年5月4日、新木場STUDIO COAST）
- ハッピーくるくる1周年記念単独公演「ハッピー感謝祭」（2017年5月7日、新宿 clubSCIENCE）
- ハッピーくるくる 1st one-man live「WARP!」（2017年10月21日、渋谷WOMB）
- バンコクアイドルスペース（2018年3月24日、OXA PUB バンコク）
- AROUND THE ハピくる！ツアーファイナル〜ハッピー感謝祭〜（2018年5月20日、渋谷WOMB）
- アイドル横丁夏まつり!!〜2018〜（2018年7月7日、横浜赤レンガパーク）
- TOKYO IDOL FESTIVAL 2018 FUJI YOKO STAGE（2018年8月4日、お台場・青海特設会場）
- 「#グッバイののちゃん」（2018年11月4日、渋谷WOMB LOUNGE）

## メディア出演

### テレビ
- MUSE9（2018年3月20日放送 千葉テレビ）
- きゅー州カワイイチャンネル（2018年12月2日放送 ニコニコ生放送）※ネット配信 ※つきの及びなるのが出演

### ラジオ
- アイドルコイン上場中！（2018年10月度ゲストMC 市川うららFM）※のの及びりのあが出演

### 雑誌
- EX大衆2017年10月号（2017年9月15日発売）※きのこのみ掲載